# Liste der Baudenkmäler in Schwaigen

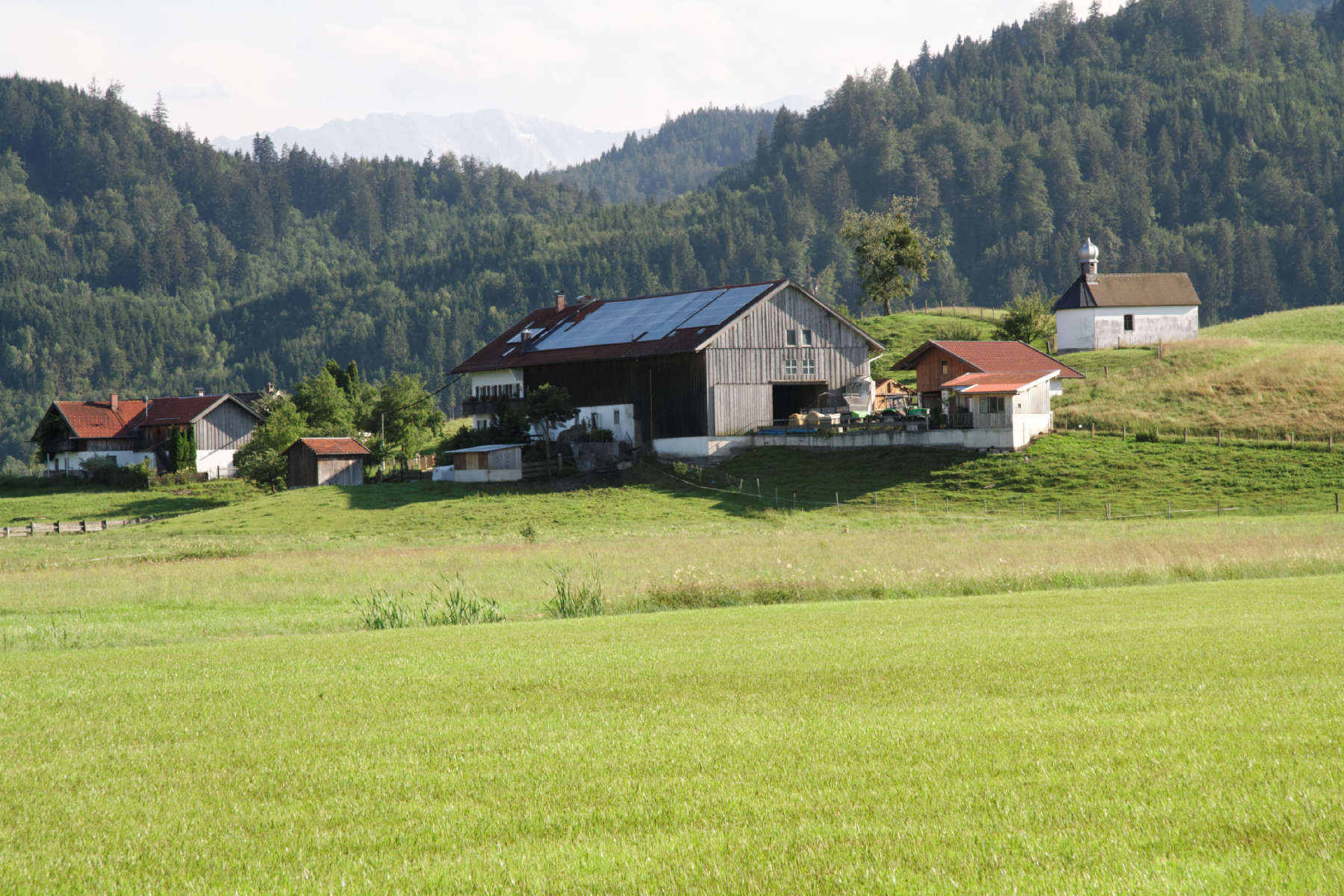
Blick auf den Weiler Apfelbichel

Auf dieser Seite sind die Baudenkmäler in der oberbayerischen Gemeinde Schwaigen zusammengestellt. Diese Tabelle ist eine Teilliste der Liste der Baudenkmäler in Bayern. Grundlage ist die Bayerische Denkmalliste, die auf Basis des Bayerischen Denkmalschutzgesetzes vom 1. Oktober 1973 erstmals erstellt wurde und seither durch das Bayerische Landesamt für Denkmalpflege geführt wird. Die folgenden Angaben ersetzen nicht die rechtsverbindliche Auskunft der Denkmalschutzbehörde.

## Baudenkmäler nach Ortsteilen

### Apfelbichel
| Lage                      | Objekt              | Beschreibung                                                                    | Akten-Nr.    | Bild                |
| ------------------------- | ------------------- | ------------------------------------------------------------------------------- | ------------ | ------------------- |
| In Apfelbichel (Standort) | Katholische Kapelle | Satteldachbau mit Zwiebeldachreiter, 2. Hälfte 19. Jahrhundert; mit Ausstattung | D-1-80-131-4 | Katholische Kapelle |

### Fuchsloch
| Lage                   | Objekt    | Beschreibung                                                                                            | Akten-Nr.    | Bild           |
| ---------------------- | --------- | --- | ------------ | -------------- |
| Fuchsloch 1 (Standort) | Kleinhaus | erdgeschossiger Flachsatteldachbau mit altertümlichem Blockbau-Kniestock, im Kern noch 17. Jahrhundert. | D-1-80-131-5 | weitere Bilder |

### Grafenaschau
| Lage                             | Objekt                                | Beschreibung | Akten-Nr.              | Bild           |
| -------------------------------- | ------------------------------------- | --- | ---------------------- | -------------- |
| Aschauer Straße 24 (Standort)    | Katholische Filialkirche St. Wolfgang | Saalraum mit Dachreiter, im Kern spätgotisch, barock verlängert; mit Ausstattung | D-1-80-131-1           | weitere Bilder |
| Grafenweg 2 (Standort)           | Schloss Grafenaschau                  | Landhaus, zweigeschossiger Doppelgiebelbau in alpenländischen Heimatstilformen mit Zwiebelturm, Laube und verschalten Giebelfeldern, von Emanuel von Seidl über älterem Kern erneuert und erweitert, 1909–12. | D-1-80-131-7           | weitere Bilder |
| Hansltrad 9 (Standort)           | Bauernhof                             | erdgeschossiger historisierender Zeltdachbau über hohem Sockelgeschoss mit Loggia, korbbogigem Einfahrtstor und rechtwinklig angebautem Stallgebäude mit Satteldach, wohl von Emanuel von Seidl, 1909–12.     | D-1-80-131-8           | weitere Bilder |
| Hohenleitnerweg 8 (Standort)     | Bauernhaus                            | zweigeschossiger langgestreckter Flachsatteldachbau mit Traufbundwerk, 1. Hälfte 19. Jahrhundert. | D-1-80-131-2           | weitere Bilder |
| bei Hohenleitnerweg 8 (Standort) | Getreidekasten                        | zweigeschossiger Blockbau, bezeichnet 1605, Satteldachüberbau später. | D-1-80-131-2 zugehörig | weitere Bilder |
| Hohenleitnerweg 10 (Standort)    | Getreidekasten                        | Blockbau auf Feldsteinunterbau, 17./18. Jahrhundert, Überbau später. | D-1-80-131-3           | weitere Bilder |

### Plaicken
| Lage                     | Objekt              | Beschreibung                                                                            | Akten-Nr.     | Bild           |
| ------------------------ | ------------------- | --------------------------------------------------------------------------------------- | ------------- | -------------- |
| Flur Plaicken (Standort) | Katholische Kapelle | historisierender Satteldachbau mit Putzgliederung und Dachreiter, 1842; mit Ausstattung | D-1-80-131-9  | weitere Bilder |
| Plaicken 7 (Standort)    | Traufbundwerk       | mit Aussägearbeiten, Anfang 19. Jahrhundert.                                            | D-1-80-131-13 | BW             |

## Ehemalige Baudenkmäler
In diesem Abschnitt sind Objekte aufgeführt, die früher einmal in der Denkmalliste eingetragen waren, jetzt aber nicht mehr. Objekte, die in anderem Zusammenhang also z. B. als Teil eines Baudenkmals weiter eingetragen sind, sollen hier nicht aufgeführt werden. Aktennummern in diesem Abschnitt sind ehemalige, jetzt nicht mehr gültige Aktennummern.

| Lage                                                    | Objekt        | Beschreibung | Akten-Nr.     | Bild           |
| ------------------------------------------------------- | ------------- | --- | ------------- | -------------- |
| Fuchsloch An der Brücke über den Lahnegraben (Standort) | Holzkapelle   | modern; mit historischer Ausstattung                                                                                                  | D-1-80-131-6  | weitere Bilder |
| Plaicken Plaicken 4 (Standort)                          | Traufbundwerk | Anfang 19. Jahrhundert. | D-1-80-131-10 | BW             |
| Plaicken Plaicken 5 (Standort)                          | Bauernhaus    | zweigeschossiger langgestreckter Flachsatteldachbau mit Bundwerk-Kniestock, Laube am Zierbund und Traufbundwerk, 18./19. Jahrhundert. | D-1-80-131-11 | BW             |
| Plaicken Plaicken 6 (Standort)                          | Bauernhaus    | zweigeschossiger Flachsatteldachbau mit Kniestock, Hochlaube am Zierbund und Traufbundwerk, Anfang 19. Jahrhundert.                   | D-1-80-131-12 | BW             |
| Vorderbraunau Vorderbraunau 8 (Standort)                | Traufbundwerk | 2. Hälfte 18. Jahrhundert. | D-1-80-131-14 | BW             |